# 巴堤足球會
巴堤足球會（FC Bălți）是摩爾多瓦的一家足球俱樂部。主場位於。球隊參加摩爾多瓦國家足球聯賽的賽事。

## 榮譽
- 摩爾多瓦盃

冠軍 (1)：2015–16
亞軍 (3)：2010–11, 2016–17, 2022–23
- 摩爾多瓦超級盃

亞軍 (1)：2016
- 摩尔多瓦足球甲级联赛

冠軍 (1)：2020–21

## 外部連結
- Official website （页面存档备份，存于） （罗马尼亚文） （俄文） （英文） （法文）